# Weiß Kreuz
Weiß Kreuz (ヴァイスクロイツ, Vaisu Kuroitsu, del alemán Cruz Blanca) es una serie de novelas ligeras, Manga y Anime creada por el Seiyuu Takehito Koyasu que trata de la historia de cuatro chicos que de día trabajan en una floristería, mientras que de noche se convierten en asesinos que castigan a los criminales que logran evadir a la ley, mediante misiones especiales encargadas por Persia.
Cada uno de estos muchachos, tiene sus propios motivos por los que están en Kritiker, sección secreta de la policía; Aya Fujimiya, Ken Hidaka, Youji Kodou y Omi Tsukiyono son los cuatro chicos que componen Weiß, cazadores blancos, las misiones dadas por Persian deben ser ejecutadas en el acto. Cada uno de ellos maneja un arma diferente con la que ejecutan sus misiones, usando Aya una katana, Youji una cuerda de ahorque, Ken unas garras, y Omi una ballesta.

## Argumento
Weiß es el nombre clave de un cuarteto de jóvenes llamados, Omi Tsukiyono, Ken Hidaka, Yōji Kudō y Aya Fujimiya que de día trabajan en una tienda de flores y de noche son unos asesinos despiadados, entrenados y financiados por una organización secreta llamada Kritiker (Crítico en alemán). Weiß no matan por diversión o indiscriminadamente: sus objetivos de asesinato suelen ser criminales de alto perfil, asesinos en serie o en general cualquier delincuente al que la ley no puede tocar. Cada uno de los cuatro personajes, tienen motivaciones personales para participar en los asesinatos que van desde la venganza hasta proteger a aquellos que les importan. A medida que la trama avanza, los cuatro descubren que sus casos están conectados con un objetivo más grande. 

## Weiß Kreuz Glühen
Weiß Kreuz Glühen es una secuela de Weiß Kreuz de 13 capítulos, donde Aya, Ken, Youji y Omi, junto a dos miembros nuevos llamados Izumi Sena y Kyo, investigan una prestigiosa escuela donde se han estado generando una gran cantidad de suicidios por parte de los estudiantes. En esta secuela se cambió el diseño de los personajes, se creó una nueva versión de "Velvet Underworld"(el primer opening de Weiß Kreuz), Omi Tsukiyono/Mamoru Takatori aparece ocupando el puesto de Persia y aparecen antiguos enemigos.

## Seiyuus
- Aya / Ran Fujimiya: Takehito Koyasu
- Youji Kodou: Shin'ichirō Miki
- Ken Hidaka: Tomokazu Seki
- Omi Tsukiyono: Hiro Yūki

## Música

### Weiß Kreuz
- Opening 1: Velvet Underworld
- Opening 2: Piece of Heaven
- Ending 1: Beautiful Alone
- Ending 2: It's too late

### Weiß Kreuz Glühen
- Opening: Glühen
- Ending 1: Stone Roses (ending capítulos 1-12)
- Ending 2: Tomorrow    (ending capítulo 13)

- Datos: Q2140865